# Ephedra likiangensis
Ephedra likiangensis là một loài thực vật hạt trần trong họ Ephedraceae. Loài này được Florin mô tả khoa học đầu tiên năm 1933.